# Sarah M'Barek
Pour les articles homonymes, voir M’Barek.
Sarah M'Barek, née le 13 octobre 1977 à Chaumont, est une footballeuse internationale française, devenue entraîneuse.

## Biographie

### Carrière de joueuse
Évoluant au poste de milieu de terrain, elle commence sa carrière professionnelle en 2000 lors du passage au professionnalisme de son équipe, La Roche ESOF, avec laquelle elle évolue depuis trois saisons déjà sous le statut amateur. Dès ses débuts de joueuse professionnelle à La Roche ESOF, Sarah se rend indispensable dans l'effectif vendéen mais c'est à partir de 2001 et à son arrivée au Montpellier Hérault SC (avec Hoda Lattaf) que sa carrière décolle. En effet, seulement deux ans après son arrivée dans l'Hérault, elle décroche avec ses coéquipières les titres de championne de France en 2004 puis en 2005. C'est d'ailleurs sur ce second titre que Sarah décide d'arrêter sa carrière professionnelle de footballeuse.
Elle connaît sa première sélection en équipe de France le 4 octobre 1997 face à la Suisse. Elle reçoit au total 18 sélections avec les bleues puis prend sa retraite internationale.

### Carrière d'entraîneure
Malgré la fin de sa carrière de joueuse, Sarah M'Barek reste dans le monde du football et est nommée entraîneure de son ancien club, le Montpellier HSC, en juin 2007. À la fin de la saison 2009-2010 avec un parcours en Ligue des champions, elle prolonge son contrat pour une durée de trois saisons supplémentaires. Avec le club héraultais, Sarah M'Barek compte à son actif, une place de vice-championne de Division 1 en 2009 associée à une victoire en Challenge de France la même année, et trois finales de cette même compétition en 2010, 2011 et 2012. Il faut également noter le très bon parcours de ses filles lors de la Ligue des champions 2009-2010. Fin mai 2013, elle devient entraîneure de Guingamp.
En juin 2017, elle obtient le brevet d'entraîneur professionnel de football (BEPF). Elle est la seconde femme à obtenir le diplôme après Corinne Diacre. 
Après son départ de Guingamp en juin 2018, Sarah M'Barek est nommé en septembre 2019 sélectionneuse de l'équipe féminine de Djibouti. 
En juin 2020, elle est nommée entraîneure du RC Lens, qui vient de racheter les droits d'Arras FA pour créer sa section professionnelle.

## Statistiques et palmarès

### En tant que joueuse

#### En équipe nationale
| Saison | Éliminatoire CM | Éliminatoire CM | Amical | Amical | Total  | Total |
| Saison | Matchs          | Buts            | Matchs | Buts   | Matchs | Buts  |
| ------ | --------------- | --------------- | ------ | ------ | ------ | ----- |
| 1997   | 2               | 0               | 0      | 0      | 2      | 0     |
| 1998   | 1               | 0               | 3      | 0      | 4      | 0     |
| 1999   | 0               | 0               | 3      | 0      | 3      | 0     |
| 2000   | 0               | 0               | 3      | 0      | 3      | 0     |
| 2001   | 1               | 0               | 4      | 0      | 5      | 0     |
| 2002   | 0               | 0               | 1      | 0      | 1      | 0     |
| Total  | 4               | 0               | 14     | 0      | 18     | 0     |

#### En club
| Saison                | Club                           | Championnat           | Championnat | Championnat | Coupe(s) nationale(s) | Coupe(s) nationale(s) | Compétition(s) continentale(s) | Compétition(s) continentale(s) | Compétition(s) continentale(s) | Total | Total |
| Saison                | Club                           | Division              | M.          | B.          | M.                    | B.                    | Comp.                          | M.                             | B.                             | M.    | B.    |
| 2000-2001             | La Roche ESOF                  | Division 1            | 0+3         | 0+0         | -                     | -                     | -                              | -                              | -                              | 3     | 0     |
| Sous-total            | Sous-total                     | Sous-total            | 3           | 0           | -                     | -                     | -                              | -                              | -                              | 3     | 0     |
| 2001-2002             | Montpellier Hérault Sport Club | Division 1            | 0+2         | 0+0         | -                     | -                     | -                              | -                              | -                              | 2     | 0     |
| 2002-2003             | Montpellier Hérault Sport Club | Division 1            | 0+2         | 0+0         | 1                     | 0                     | -                              | -                              | -                              | 3     | 0     |
| 2003-2004             | Montpellier Hérault Sport Club | Division 1            | 11+3        | 2+0         | -                     | -                     | -                              | -                              | -                              | 14    | 2     |
| 2004-2005             | Montpellier Hérault Sport Club | Division 1            | 21          | 1           | -                     | -                     | C1                             | 6                              | 0                              | 27    | 1     |
| Sous-total            | Sous-total                     | Sous-total            | 39          | 3           | 1                     | 0                     | -                              | 6                              | 0                              | 46    | 3     |
| Total sur la carrière | Total sur la carrière          | Total sur la carrière | 42          | 3           | 1                     | 0                     | -                              | 6                              | 0                              | 49    | 3     |

### En tant qu'entraineuse
| Saison            | Club              | Championnat | Championnat | Championnat | Championnat | Championnat | Championnat | Championnat | Coupe nationale | Coupe nationale | Coupe nationale | Coupe nationale | Coupe nationale | Coupe nationale | Coupes continentales | Coupes continentales | Coupes continentales | Coupes continentales | Coupes continentales | Coupes continentales | Coupes continentales | Total | Total | Total | Total | Total | Total |
| Saison            | Club              | Division    | MD          | V           | N           | D           | BP          | BC          | MD              | V               | N               | D               | BP              | BC              | Type                 | MD                   | V                    | N                    | D                    | BP                   | BC                   | MD    | V     | N     | D     | BP    | BC    |
| ----------------- | ----------------- | ----------- | ----------- | ----------- | ----------- | ----------- | ----------- | ----------- | --------------- | --------------- | --------------- | --------------- | --------------- | --------------- | -------------------- | -------------------- | -------------------- | -------------------- | -------------------- | -------------------- | -------------------- | ----- | ----- | ----- | ----- | ----- | ----- |
| 2007 - 2008       | Montpellier HSC   | Division 1  | 22          | 11          | 8           | 3           | 43          | 15          | 3               | 2               | 0               | 1               | 8               | 1               | -                    | -                    | -                    | -                    | -                    | -                    | -                    | 25    | 13    | 8     | 4     | 51    | 16    |
| 2008 - 2009       | Montpellier HSC   | Division 1  | 22          | 17          | 1           | 4           | 63          | 23          | 5               | 4               | 1               | 0               | 12              | 3               | -                    | -                    | -                    | -                    | -                    | -                    | -                    | 27    | 21    | 2     | 4     | 75    | 26    |
| 2009 - 2010       | Montpellier HSC   | Division 1  | 22          | 15          | 3           | 4           | 48          | 18          | 5               | 4               | 0               | 1               | 16              | 8               | C1                   | 9                    | 5                    | 4                    | 0                    | 18                   | 4                    | 36    | 24    | 7     | 5     | 82    | 30    |
| 2010 - 2011       | Montpellier HSC   | Division 1  | 22          | 16          | 1           | 5           | 54          | 13          | 6               | 5               | 1               | 0               | 22              | 1               | -                    | -                    | -                    | -                    | -                    | -                    | -                    | 28    | 21    | 2     | 5     | 76    | 14    |
| 2011 - 2012       | Montpellier HSC   | Division 1  | 22          | 17          | 3           | 2           | 74          | 17          | 6               | 4               | 1               | 1               | 14              | 4               | -                    | -                    | -                    | -                    | -                    | -                    | -                    | 28    | 21    | 4     | 3     | 88    | 21    |
| 2012 - 2013       | Montpellier HSC   | Division 1  | 22          | 14          | 3           | 5           | 65          | 23          | 5               | 4               | 0               | 1               | 20              | 6               | -                    | -                    | -                    | -                    | -                    | -                    | -                    | 27    | 18    | 3     | 6     | 85    | 29    |
| Total Montpellier | Total Montpellier | -           | 132         | 90          | 19          | 23          | 347         | 109         | 30              | 23              | 3               | 4               | 92              | 23              | -                    | 9                    | 5                    | 4                    | 0                    | 18                   | 4                    | 171   | 118   | 26    | 27    | 457   | 136   |
| 2013 - 2014       | EA Guingamp       | Division 1  | 22          | 7           | 6           | 9           | 29          | 43          | 1               | 0               | 1               | 0               | 0               | 0               | -                    | -                    | -                    | -                    | -                    | -                    | -                    | 23    | 8     | 7     | 9     | 29    | 43    |
| 2014 - 2015       | EA Guingamp       | Division 1  | 22          | 13          | 3           | 6           | 41          | 31          | 4               | 2               | 1               | 1               | 6               | 7               | -                    | -                    | -                    | -                    | -                    | -                    | -                    | 26    | 15    | 4     | 7     | 47    | 38    |
| Total Guingamp    | Total Guingamp    | -           | 44          | 20          | 9           | 15          | 70          | 74          | 5               | 2               | 2               | 1               | 6               | 7               | -                    | -                    | -                    | -                    | -                    | -                    | -                    | 49    | 23    | 11    | 16    | 76    | 81    |
| Total Carrière    | Total Carrière    | -           | 176         | 110         | 28          | 38          | 417         | 183         | 35              | 25              | 5               | 5               | 98              | 30              | -                    | 9                    | 5                    | 4                    | 0                    | 18                   | 4                    | 220   | 141   | 37    | 43    | 533   | 217   |